# Soldadura subacuática
El proceso de soldadura subacuática ha sido desarrollado y mejorado de manera notable en los últimos años debido a la llegada de nuevos electrodos y la aplicación de nuevas técnicas de soldadura. Esto, unido a los equipos de nueva generación y fuentes de energía ha dado lugar a una calidad en la soldadura subacuática similar al obtenido en trabajos en la superficie. 
Actualmente, el buzo profesional que realiza dichos trabajos está recogido en el American Welding Society D3.6 como «un soldador certificado que también es buzo comercial, capaz de desarrollar tareas asociadas a trabajos submarinos comerciales, montaje y preparación de la soldadura y que posee la habilidad de producir soldaduras acordes con la AWS D3.6, especificación para la soldadura subacuática (húmeda o seca), y otras actividades relacionadas a la soldadura».

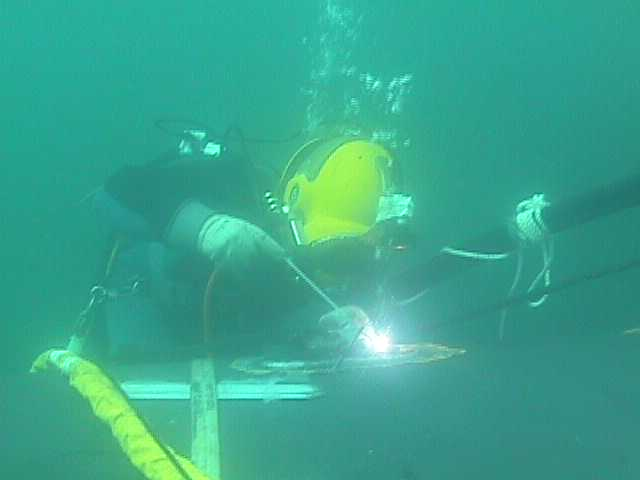
Soldadura subacuática.

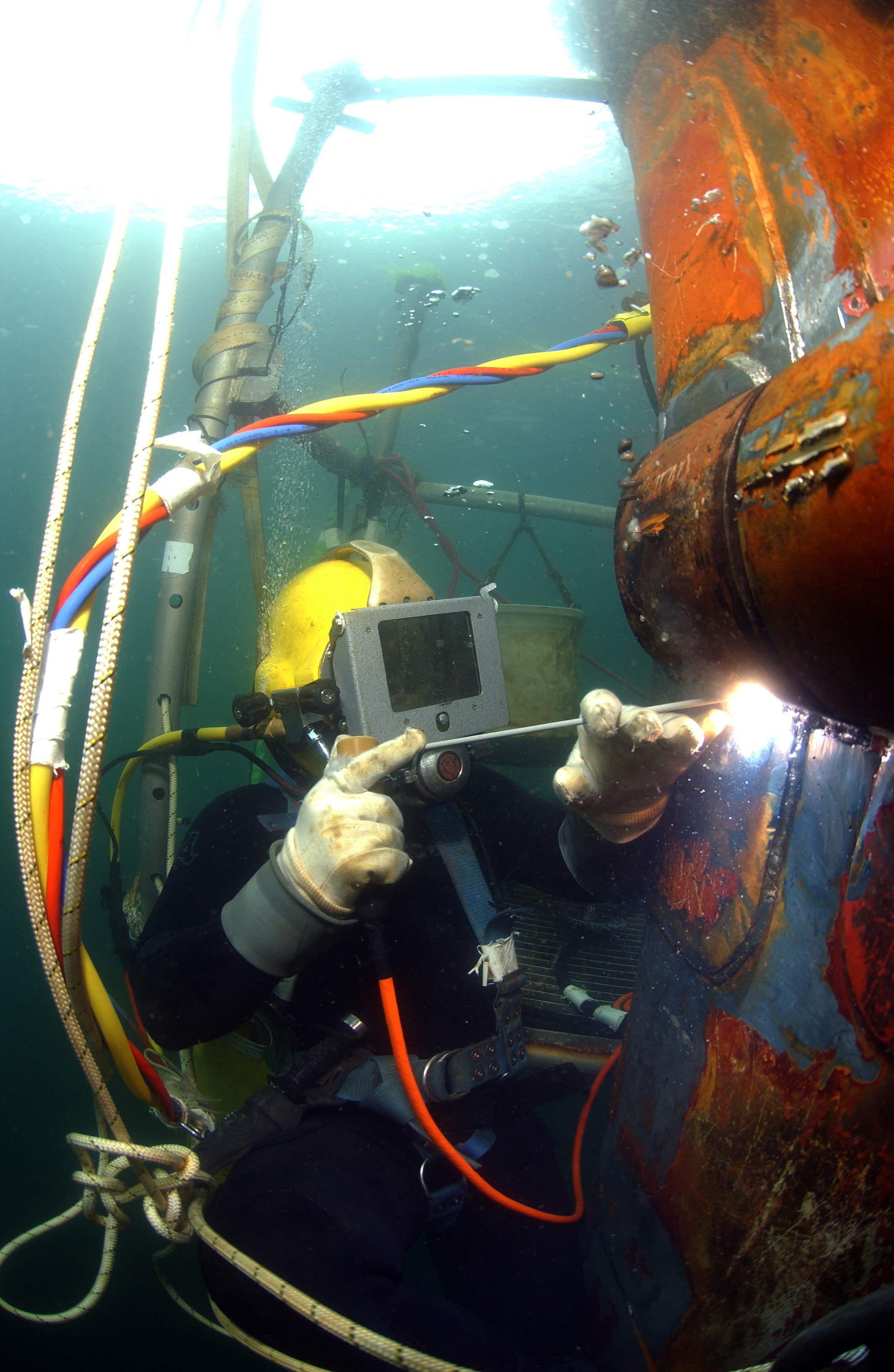
Soldadura subacuática

## Historia
El desarrollo de esta técnica se inicia en la Segunda Guerra Mundial para la reparación de buques y puertos,  pero su gran evolución se produce en la década de los 60 debido a la industria petrolífera en alta mar, para estructuras sumergidas como tuberías y cañerías. 
Esto también se produce debido a las ventajas que supone esta técnica respecto a la del dique seco, ya que se pueden reducir notablemente los costes y el tiempo destinado a la reparación. 
Un caso concreto fue en 1975 el crucero “USS NEWPORT NEWS”, donde 62 aberturas de su casco fueron obturadas, requiriendo 53 días de trabajo y 18 buzos soldadores empleando 504 horas cada uno para realizar la reparación, además de unos 225 kilogramos en electrodos. Aun así, se ahorró un 50% respecto a si las tareas se hubieran realizado en dique seco.

## Equipos y conexiones
Existen algunos componentes básicos en común entre los procesos de corte y soldadura submarina que son:
- La fuente de energía.
- Los interruptores de corrientes.
- Cables conductores con sus terminales.
- Pinza de masa.
- Las torchas o pinzas porta electrodo.

### Generadores de corriente eléctrica
Comúnmente se utilizan generadores de corriente continua o rectificadores de 300 amperios de capacidad colocada sobre un material aislante y el bastidor conectado a tierra. Para algunas operaciones pueden necesitarse más de 400 y hasta 600 amperios. Es posible conectar dos o más máquinas en paralelo para poder adquirir la potencia requerida, para esto se debe verificar las instrucciones de cada máquina y así emplear el circuito correcto. Las principales marcas actuales son Miller, Tweco-Arcair, Lincoln Electric, Tauro, Air Liquide, T&R Welding Products, MOS, entre otras.

### Interruptores de seguridad
El interruptor de seguridad permite el paso de corriente únicamente en el momento en que se está soldando. Cuando se utilizan interruptores unipolares, no deben estar en derivación. También se puede utilizar un interruptor de seguridad automático, este deberá estar vigilado por el guarda o "tender" para que pueda desconectarlo en todo momento cuando el buzo se encuentre debajo de la superficie.

### Cables eléctricos
Se utilizan cables completamente aislados, aprobados y extraflexibles.  
El diámetro del cable es de 2/0 (133.000 MPC) si el trabajo se realiza a unos 300 pies (100 m). Si la distancia supera los 400 pies (133 m) puede usarse un cable de diámetro 3/0 (168.000 MPC), o dos o más cables de 1/0 (105.000 MPC) o 2/0 puestos en paralelo.
Los cables a tierra se deben conectar próximos al trabajo que debe realizarse, y el cuerpo del buzo nunca debe estar entre el electrodo y la parte puesta a tierra del circuito a soldar.

### Polaridad
Se realiza con polaridad directa cuando se utiliza corriente continua. Cuando se utiliza corriente continua con polaridad inversa, se produce electrólisis y se deteriora rápidamente los componentes. Para la polaridad directa se debe conectar el borne negativo (-) con el porta-electrodo, mientras que la positiva (+) a la abrazadera de conexión a tierra.

### Torchas y porta-electrodos
Las antorchas y los portaelectrodos son específicamente diseñados para trabajos subacuáticos, destacando las marcas Tweco-Arcair, Broco Inc., Divex Commercial, AAI-Craftsweld, Oxilance, Aqualance, Surweld, Aquathermic, Prothermic y otras.

### Cristal protector oscuro
La soldadura produce rayos ultravioletas de corta longitud de onda que pueden provocar una acción eritemosa e inflamación de la conjuntiva. Para evitarlo, se debe usar lentes protectoras de color verde oscuro. Estas lentes están recogidas en la normativa DIN y pueden ser desde la DIN 6 hasta la 15 dependiendo de la intensidad del arco.

## Soldadura hiperbárica
La soldadura hiperbárica se realiza dentro de una cámara sellada sobre la pieza a trabajar y contiene una mezcla de gas helio y oxígeno a una presión igual o levemente superior a la absoluta donde se realiza la soldadura. Se utiliza comúnmente para unir tuberías de aceite en plataformas en alta mar. 
Los procesos de soldadura hiperbárica son generalmente el TIG (Tungsten Inert Gas) y el MMA (Manual Metal Arc o por arco metálico sostenido) 

### Proceso TIG de soldadura
Se utiliza para realizar la primera pasada. En este proceso, se mantiene un arco eléctrico entre un electrodo de tungsteno no consumible y el baño de metal fundido. Se agrega por separado una varilla de alambre.  Mediante un chorro de gases inertes (argón o una mezcla de argón - helio) se protegen el electrodo, arco y baño de fusión. 

### Proceso MMA de soldadura
Se utiliza un electrodo de acero recubierto del tipo básico (electrodo de bajo hidrógeno). Este recubrimiento contiene un 30 % de carbonato de calcio aproximadamente.  Se mantiene un arco eléctrico entre el electrodo y la pieza. En este proceso, el recubrimiento se descompone formando gases CO y CO2 y escoria de óxido de calcio que cubre el metal fundido.

## Soldadura húmeda subacuática
Se realiza sin ningún cerramiento sobre presionado, en contacto directo con el agua. El proceso utilizado es el de arco protegido o "por electrodo".  Entre el electrodo metálico (revestido con fundente y material resistente al agua) y la pieza mediante un arco eléctrico se produce calor que hace que el gas plasma ionizado conduzca electricidad entre el electrodo y el material base, dando lugar a una reacción química entre los componentes del revestimiento fundente, el metal base y el ambiente acuático. Gracias a estos gases, se mantiene el arco y se protege la soldadura.
Aunque la calidad final es un poco menor que con el método de soldadura hiperbárica, gracias al menor coste por la utilización de menor número de dispositivos especiales y a que cuanto mayor es la salinidad del agua, mayor es la estabilidad de este método, es el principal método utilizado.

## Especificaciones de soldadura
- ANSI/AWS D3.6-83 - Specification for Underwater Welding (Especificaciones para Soldadura Subacuática)
- American Welding Society – Comité D3b
- Ansi - American National Standars Institute